# Косяков, Дмитрий Николаевич
Дми́трий Никола́евич Косяко́в (род. 28 февраля 1986, Воронеж) — российский шоссейный велогонщик, на профессиональном уровне выступает начиная с 2008 года. В составе таких команд как «Катюша» и «Итера-Катюша» неоднократно становился победителем и призёром престижных шоссейных гонок. На соревнованиях представляет Самарскую область, мастер спорта международного класса.

## Биография
Дмитрий Косяков родился 28 февраля 1986 года в Воронеже. Активно заниматься велоспортом начал в раннем детстве, проходил подготовку в воронежской специализированной детско-юношеской спортивной школе олимпийского резерва № 8 и в самарской школе высшего спортивного мастерства, в разное время тренировался под руководством таких специалистов как О. И. Агапов, А. С. Водяников, П. К. Григорьев. Состоял в Центральном спортивном клубе Военно-воздушных сил Российской Федерации.
Первого серьёзного успеха в шоссейном велоспорте добился в 2007 году, когда занял третье место на «Мемориале Олега Дьяченко» в Москве. Год спустя повторил это достижение, подписал контракт с российской профессиональной командой «Катюша» и проехал многодневную гонку «Тур де л'Авенир» во Франции, где, в частности, выиграл стартовый этап и финишировал третьим на восьмом этапе. Ещё через год одержал победу на втором этапе «Сиркуит дез Арденн Интернасьональ» и стал лучшим в генеральной классификации «Тур дю Луар-э-Шер».
В 2010 году Косяков перешёл в континентальный фарм-клуб «Итера-Катюша», в этом сезоне он показал второй результат в общем зачёте многодневной гонки «Дружба народов Северного Кавказа», в которой традиционно определяется чемпион России в многодневной дисциплине, получил бронзовую медаль на стартовом этапе «Пяти колец Москвы», финишировал пятым на «Гран-при Москвы», полностью проехал «Вуэльту Венесуэлы», в том числе занял четвёртое место на одиннадцатом этапе этой гонки. В следующем сезоне одолел всех соперников на «Мемориале Олега Дьяченко», выиграл второй этап «Гран-при Сочи» и четвёртый этап «Тура Болгарии», помимо этого взял серебро на «Кубке мэра», на первом этапе «Пяти колец Москвы», был третьим на «Гран-при Донецка» и на первом командном этапе «Велосипедного тура Чехии».
Сезон 2012 года Дмитрий Косяков провёл схоже с предыдущим, оказался на второй строке в генеральной классификации «Гран-при Сочи», вновь приехал к финишу третьим на «Гран-при Донецка», вновь стал третьим в командной гонке на «Велосипедном туре Чехии». В 2013 году одержал победу на чемпионате России в командной и парной дисциплинах, победил на четвёртом этапе «Мемориала Виктора Капитонова». В 2014 году стал десятым на «Пяти кольцах Москвы» и на «Мемориале Олега Дьяченко», получил бронзу на третьем этапе «Гран-при Сочи», показал восьмой результат в общем зачёте многодневной гонки «Удмуртская правда».